# Mercedes-Benz C112
La Mercedes-Benz C112 è un'autovettura sperimentale a motore centrale impiegata dalla Mercedes nel 1991 come banco di prova per diverse innovazioni tecnologiche (in maniera simile per quanto avveniva per la C111). La C112 è stata la controparte stradale della Sauber-Mercedes C11 che ha partecipato al campionato mondiale sportprototipi del 1990.

## Il contesto

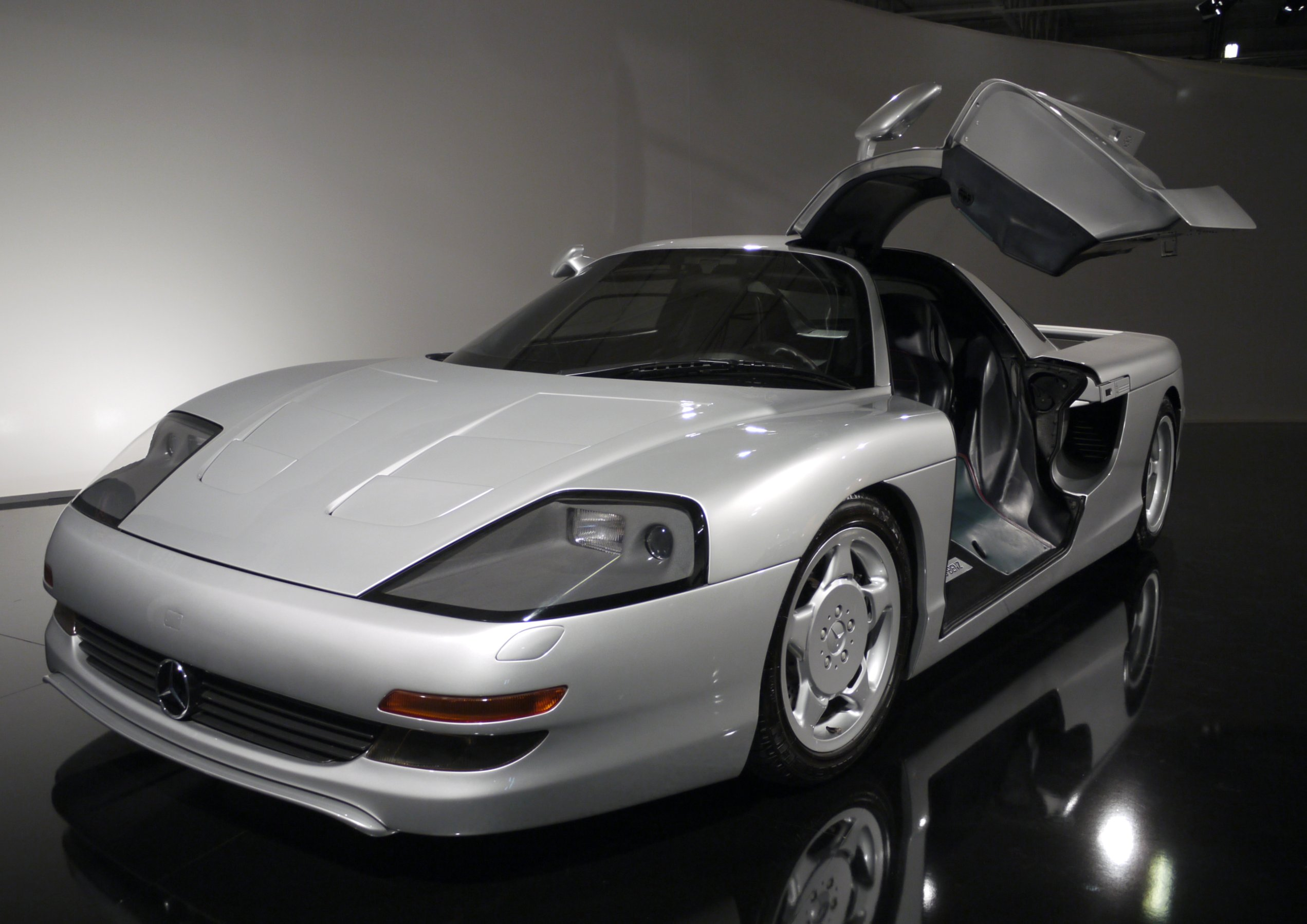
Le portiere ad ali di gabbiano

Come la sua progenitrice, anche la C112 è dotata di porte ad ali di gabbiano. In più, monta un motore centrale V12 da 6.0 litri che eroga 408 CV, con coppia massima di 580 N m. La velocità massima è di 312 km/h e può scattare da 0 a 100 km/h in 4,9 secondi.
Su questo modello è stato introdotto un sistema di controllo della stabilità che prevedeva una serie di sospensioni a molle idrauliche monitorate da sensori. Il computer interno, valutando le informazioni fornite dai sensori, si occupava di regolare le sospensioni in maniera ottimale.
Inoltre sono stati testati su questa vettura il sistema anti-bloccaggio dei freni (ABS) e il sistema anti-slittamento (ASR).
Una particolarità della vettura è l'alettone posteriore che può essere regolato elettronicamente per migliorare l'aerodinamica in caso di alta o bassa deportanza aerodinamica. Questo alettone viene anche usato per migliorare la frenata in casi di emergenza (un alettone di questo tipo è ricomparso successivamente sulla Mercedes-Benz SLR McLaren)
L'auto non andò mai in produzione nonostante avesse ricevuto 700 ordinazioni.